# Disco in Dream/The Hitman Roadshow
Disco in Dream/The Hitman Roadshow to pierwsza trasa koncertowa australijskiej piosenkarki Kylie Minogue, która odbyła się w 1989 roku. Ta trasa koncertowa odbyła się w Japonii pod nazwą "Disco in Dream" i w Wielkiej Brytanii pod nazwą "The Hitman Roadshow". Ta trasa została zapisana na kasecie VHS i na płycie CD.

## Lista Zaśpiewanych Piosenek
1. "The Loco-Motion"
2. "Got to Be Certain"
3. "Tears on My Pillow"
4. "Je Ne Sais Pas Pourquoi"
5. "Made in Heaven"
6. "Hand on Your Heart"
7. "Wouldn't Change a Thing"
8. "I Should Be So Lucky"

## Daty Występów

### Disco in Dream
| Data                | Miasto | Kraj    | Miejsce Koncertu    |
| ------------------- | ------ | ------- | ------------------- |
| Japonia             |        |         |                     |
| 2 października 1989 | Nagoya | Japonia | Nagoya Rainbow Hall |
| 6 października 1989 | Tokyo  | Japonia | Tokyo Dome          |
| 7 października 1989 | Osaka  | Japonia | Osaka-Io Hall       |
| 9 października 1989 | Osaka  | Japonia | Osaka-Io Hall       |

### The Hitman Roadshow
| Data            | Miasto     | Kraj           | Miejsce Koncertu                    |
| --------------- | ---------- | -------------- | ----------------------------------- |
| Wielka Brytania |            |                |                                     |
| October 15 1989 | London     | United Kingdom | Hammersmith Palais                  |
| October 16 1989 | Plymouth   | United Kingdom | The Ritzy Discotheque and Nightclub |
| October 17 1989 | Swansea    | United Kingdom | The Ritzy Discotheque and Nightclub |
| October 18 1989 | Manchester | United Kingdom | Hammersmith Apollo                  |
| October 19 1989 | Liverpool  | United Kingdom | Empire Theatre                      |
| October 22 1989 | Bristol    | United Kingdom | Endemol Bristol Studios             |
| October 23 1989 | Newcastle  | United Kingdom | The Mayfair                         |
| October 24 1989 | Sheffield  | United Kingdom | The Roxy                            |
| October 25 1989 | Birmingham | United Kingdom | The Ritzy Discotheque and Nightclub |
| October 27 1989 | Edinburgh  | United Kingdom | Edinburgh Playhouse                 |

## Personel
Wykonawczy Producent - Kylie Minogue

Producent - Michael Baumohl i Roger Yader

Choreografia - Venol John

Kostiumy - Carol Minogue